# Puerto-Princesa-Subterranean-River-Nationalpark

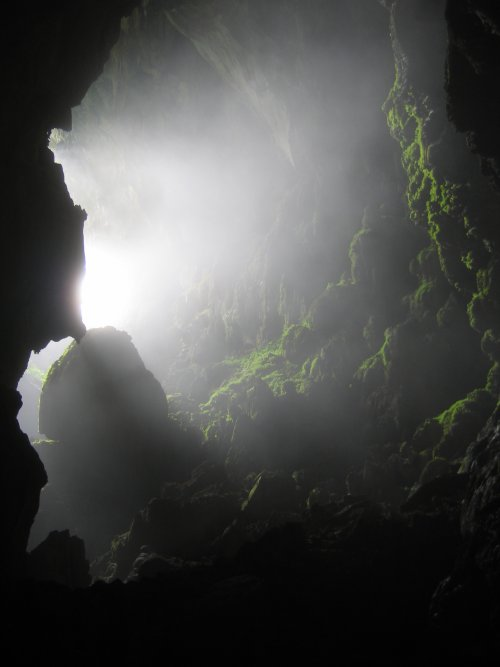
Daylight Hole im Karstdschungel bei Sabang. Der Block links im Bildhintergrund ist etwa 5–6 m hoch, die Grotte ist an der Öffnung etwa 60 m hoch und 100 m breit und erstreckt sich mind. 200 m in den Berg.

Der Puerto-Princesa-Subterranean-River-Nationalpark (gelegentlich auch Puerto Princessa) auf den Philippinen wurde 1971 gegründet und 1999 von der UNESCO zum Weltnaturerbe erklärt. Er umfasst 3901 ha und wird von einer – soweit durchsetzbar – geschützten Pufferzone von 18.301 ha umgeben.
Die weltbekannte Touristenattraktion befindet sich 81 km oder 3 Autostunden nordwestlich der Inselhauptstadt Puerto Princesa auf Palawan bei dem Fischerdorf Sabang.

## Flora und Fauna
800 Pflanzenarten aus 100 Familien, darunter 295 Baumarten, hauptsächlich Dipterocarpaceen, stellen den größten Teil der Vegetation. Sie wird u. a. von 95 Vogelarten (15 davon sind endemisch), darunter dem Symbol von Puerto Princessa, dem Palawanpfaufasan (Polyplectron emphanum, Familie Fasanenartige) bewohnt. Auch Nektarvögel wie der Grünrücken-Nektarvogel (Nectarina jugularis aurora) können an Blüten beobachtet werden. Sie haben eine konvergente Evolution analog den Kolibris in Amerika durchlaufen und beherrschen den Schwirrflug, wenn auch nicht im selben Ausmaß. Überwiegend in den Baumkronen lebt der ebenfalls endemische Palawanhornvogel (Anthracoceros marchei) mit seinem weißen Schwanzfächer. An den Gewässern finden sich glänzende philippinische Eisvögel, eine Art mit blauem Rücken, gelbem Kopf und Brust sowie leuchtend orangerotem Schnabel, der Storchschnabelliest (Pelargopsis capensis). Der Weißbauch-Seeadler (Haliaeetus leucogaster) hat sein Revier entlang der Küstenlinie. Mit seinen breiten Schwingen, weißem Kopf und weißer Brust ist er schon auf größerer Distanz auszumachen. Des Weiteren leben in den Wäldern Papageien, z. B. der Blaunackenpapagei (Tanygnathus lucionensis paraguenus). Sehr selten geworden ist der schneeweiße, mit gelblichen Schwanzfedern und Flügelunterseiten, Rotsteißkakadu (Cacatua haematuropygia, bis 30 cm), der lange Zeit exportiert wurde und dessen Population nun zusammengebrochen ist. Ein in Asien beliebter „sprechender“ Vogel, der Beo (Gracula religiosa), irritiert oft anderer Vögel durch Rufnachahmung, imitiert Handy-Klingeltöne, Husten und Lachen, einige Worte und kurze Sätze und ist ebenfalls im Nationalpark anzutreffen.

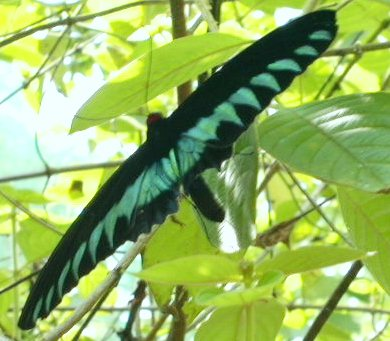
Troides trojana

41 Schmetterlingsarten, darunter der mit 18 cm Flügelspannweite größte, der schwarze, schwalbenschwanzartige Trogonoptera trojana (auch Papilio trojano) mit leuchtend grünen Dreiecken auf dem hinteren Rand seiner Flügel und 23.779 Arten von Insekten, Mollusken und Arthropoden bewohnen das Gebiet.
Unter den 30 bekannten Säugetierarten sind der Langschwanzmakak (Macaca fascicularis), der häufig an den Wanderwegen und am Camp des Untergrundflusses anzutreffen ist, der nachtaktive Binturong oder Marderbär (Arctitis binturong) und das Palawan-Hörnchen (Sundasciurus spec.) mit seinem buschig roten Schwanz, eine der beiden endemischen Arten der Sunda-Baumhörnchen.
Der Bindenwaran (Varanus salvator) kann eine Länge von bis zu 2 m erreichen und 50 kg schwer werden. Seine Haut ergibt ein begehrtes Leder, was ihn an den Rand des Aussterbens brachte. Er stellt eine der 19 Reptilienarten dar, zu denen auch die nicht besonders seltene Königs- möglicherweise auch Speikobra (Ophiophagus hannah respektive Naja sputatrix bzw. Naja sumatrana) und der Netzpython (Python reticulatus) gehört. Zudem bewohnen 10 Amphibienarten das Gebiet.
An den touristischen Sammelpunkten befinden sich Beschilderungen der Fauna und Flora mit den einheimischen und wissenschaftlichen Namen sowie teilweise der Verwendung.

## Sabang-Untergrundfluss

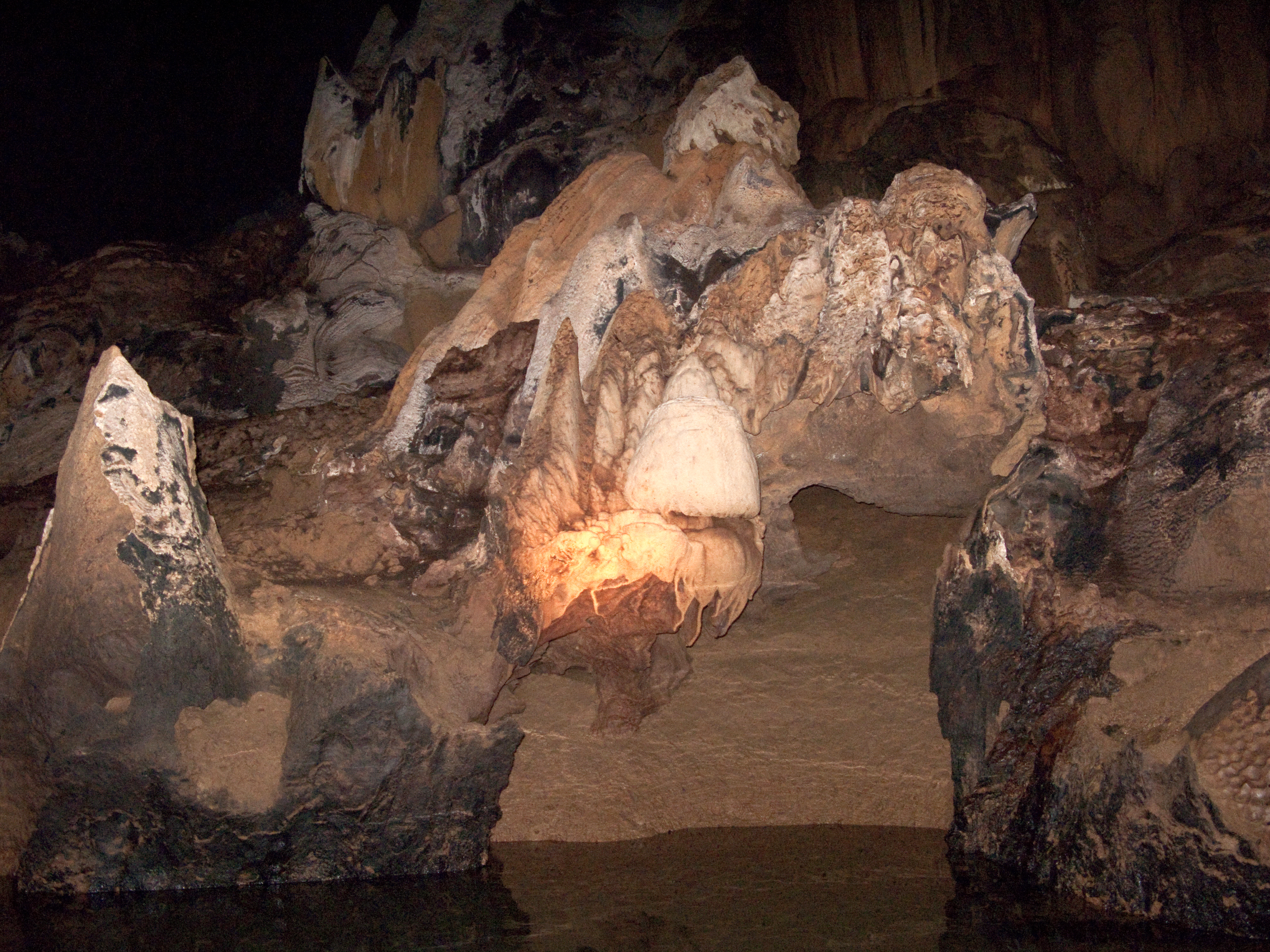
Untergrundfluss

Die touristische Hauptattraktion ist der etwa 7 km lange und mit 4,2 km längste schiffbare Untergrundfluss der Welt, der unter dem Massiv des Karstgebirges (ein mit Klüften und Hohlräumen durchsetzter Kalkstein) mit dem 1027 m hohen Mt. St. Paul und dann in das Südchinesische Meer fließt. Für Touristen sind nur die ersten 1,2 km des Systems freigegeben, darüber hinaus bedarf es einer Sondergenehmigung. Geologen schätzen das Alter auf 23 Millionen Jahre.
Durch das eingestürzte Deckgebirge wurde ein bis zu 45 m hoher Dom geschaffen. Der Fluss ist teilweise über 8 m tief, vielerorts haben sich Stalagmiten und Stalaktiten, Orgelpfeifen, Vorhänge und Dome gebildet.
Neben Schwalben finden hier schätzungsweise 40.000 Zwergfledermäuse ihre tägliche Herberge. Der deutsche Biologe Hendrik Freitag vom Phyllodrom in Leipzig hat das gesamte System des unterirdischen Cabayugan River (so dessen Bezeichnung vor dem Eintritt in die Höhle) in den Jahren 2000/2001 intensiv untersucht und dabei zahlreiche neue Arten der palawanischen Süßwasserfauna zu Tage befördert. So ist beispielsweise die im Oberlauf des Flusses häufig anzutreffende Flusskrabbe (kürzlich benannt als Parathelphusa cabayugan) eine neu entdeckte endemische Art. Im unterirdischen Abschnitt des Flusses fand sich eine bisher nur von den südjapanischen Ryūkyū-Inseln bekannte Garnele, deren Augenpigmentierung in Anpassung an die subterrane Umgebung stark reduziert ist. Die wissenschaftliche Beschreibung (Veröffentlichung des Neuarten-Status) der Insekten ist derzeit in Gange. Die Ergebnisse mündeten in einer Doktorarbeit an der Martin-Luther-Universität Halle-Wittenberg und können als Abstract eingesehen werden.

## MangrovenflussPoyuy-poyuy
Entlang des Mangrovengürtels Poyuy-poyuy (auch Sabang-Fluss) sind am sehr frühen Morgen oder sehr späten Nachmittag zahlreiche Vögel zu sehen. Im Gezeitenwald haben sich an der Hochwasserlinie hauptsächlich Mangroven der Gattung Rhizophora ansiedelt. An ihren Ästen hängen dicke braune, kugelförmige Früchte, aus denen 50 cm lange, speerförmige Keimlinge sprießen. Das Wurzelwerk ist wichtig um der Küstenerosion entgegenzuwirken und zudem ein bisher vollkommen unterschätzter ökologischer Faktor z. B. als Kinderstube für vielfältiges Leben über und unter Wasser. Bisher wurden riesige Flächen gedankenlos gerodet, vor allem um kurzfristig profitable Shrimpfarmen zu errichten. Nach der Ausbeutung bleiben karge Wüstenlandschaften zurück, auf denen auf Jahrzehnte hinaus sich kein stabiles Ökosystem mehr ansiedeln kann und das in der Folge oft von Landlosen besiedelt wird. Zudem werden viele Mangrovengebiete abgeholzt um Holzkohle zu gewinnen.
Auf den bogenförmigen Wurzeln, die wie lange, erstarrte Spindelfinger aussehen, und in den Ästen leben Schlammspringer (Periophthalmus chrysospilus), die nur bei Ebbe herabsteigen. Mit ihren froschähnlichen Köpfen durchwühlen sie die Schlickschicht nach Nahrungspartikeln und weiden auch Algen unter Wasser von ihrer Unterlage ab. Mit ihrem gekrümmten Schwanz können sie sich blitzschnell vom Boden abstoßen, woher auch ihr Namen kommt. Ihre amphibische Lebensweise wird durch einen Meerwasservorrat im vergrößerten Kieferraum ermöglicht. Durch Luftschnappen können sie dessen Sauerstoffgehalt in Grenzen immer wieder auffrischen.
Weitere Bewohner des Blätterwerks ist die endemische Unterart der gelb und oliv bis tiefschwarz gestreiften Mangroven-Nachtbaumnattern (Boiga dendrophila multicincta, Tagalog binturan). Jüngere Exemplare der Bindenwarane nutzen die Äste, um zu rasten. Gruppen von Makaken kreuzen gelegentlich den Fluss über die Brücken der Dachkronen.

## Höhlen
Im Nationalpark befinden sich mehrere große Höhlen, wie z. B. das riesige, kathedralenartige Daylight Hole, auch bekannt als Penningshöhle. Mit mindestens einem weiten, ca. 50 m tiefen vertikalen Schacht ist sie kurz nach der Einflussöffnung des Untergrundflusses, die durch Geröll und Baumstämme für Menschen nicht durchlässig ist, verbunden.